# Гіссарський землетрус (1989)
Гіссарський землетрус 1989 року стався 22 січня о 23:02 UTC поблизу Гіссара в Таджикистані. Поштовх мав величину об'ємної хвилі 5,3 і максимальну відчутну інтенсивність VII (дуже сильний) за шкалою інтенсивності Меркаллі. Національний центр геофізичних даних повідомив, що кількість загиблих унаслідок події склала близько 274 осіб, а Національний центр інформації про землетрус заявив, що є багато поранених. Майже всі жертви були спричинені селевими потоками, які поховали Шарору та два сусідніх села. Найбільш жертвами землетрусу став 1989 рік.